# جويس كوهن
جويس كوهن (بالإنجليزية: Joyce Cohen)‏ هي ممثلة أمريكية، ولدت في 25 نوفمبر 1948 في الولايات المتحدة.

## أعمال

### أفلام
- (1996) يوم الاستقلال[2][3]
- (2006) هاي سكول ميوزيكال

## وصلات خارجية
- جويس كوهن على موقع IMDb (الإنجليزية)
- جويس كوهن على موقع قاعدة بيانات الفيلم (الإنجليزية)